# NGC 3176
NGC 3176 é uma galáxia espiral na direção da constelação de Hydra. O objeto foi descoberto pelo astrônomo Ormond Stone em 1886, usando um telescópio refrator com abertura de 26 polegadas. Devido a sua moderada magnitude aparente (+14,4), é visível apenas com telescópios amadores ou com equipamentos superiores. 